# ISO 3166-2:BE
Die Liste der ISO-3166-2-Codes für  Belgien enthält die Codes für die drei belgischen Regionen und zehn Provinzen.

Die Codes bestehen aus zwei Teilen, die durch einen Bindestrich voneinander getrennt sind. Der erste Teil gibt den Landescode gemäß ISO 3166-1 (für  Belgien BE), der zweite den Code für die Region oder Provinz wieder.
Die aktuellen Codes stehen auf der Seite der ISO unter #iso:code:3166:BE zur Verfügung.

Die ISO 3166-2-Codes für Belgien beschreiben fünf Provinzen in Flandern und fünf Provinzen in Wallonien. Der dreibuchstabige Code enthält zuerst die Region (V/W) und dann den Namen der Provinz. Da Brüssel eine eigenständige Region ist, besitzt es einen eigenen 3-Buchstaben-Code.

## Kodierliste

Die Regionen Belgiens:
Region Brüssel-Hauptstadt
Flämische Region
Wallonische Region

Angaben in den drei Sprachen der belgischen „Gemeinschaften“:
Deutsch / Niederländisch / Französisch

### Regionen
| Region / Gewest / Région                                                                | Code   |
| --------------------------------------------------------------------------------------- | ------ |
| Region Brüssel-Hauptstadt Brussels Hoofdstedelijk Gewest / Région de Bruxelles-Capitale | BE-BRU |
| Flandern Vlaams Gewest / Région flamande                                                | BE-VLG |
| Wallonische Region Waals Gewest / Région wallonne                                       | BE-WAL |

### Provinzen

#### Flandern
| Nr | Provinz / provincie / province                             | Code   |
| -- | ---------------------------------------------------------- | ------ |
| 1  | Provinz Antwerpen Antwerpen / Anvers                       | BE-VAN |
| 2  | Provinz Limburg Limburg / Limbourg                         | BE-VLI |
| 3  | Provinz Ostflandern Oost-Vlaanderen / Flandre-Orientale    | BE-VOV |
| 4  | Provinz Flämisch-Brabant Vlaams-Brabant / Brabant flamand  | BE-VBR |

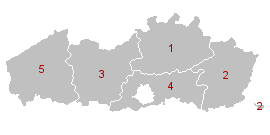
Die fünf Provinzen in der Region Flandern

| 5  | Provinz Westflandern West-Vlaanderen / Flandre-Occidentale | BE-VWV |

Stand: 1. Januar 2024

#### Wallonien

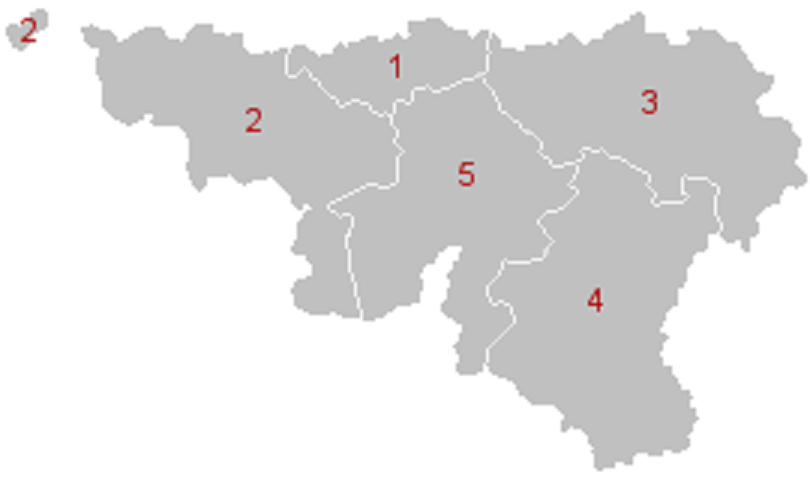
Die fünf wallonischen Provinzen

| Nr | Provinz / provincie / province                            | Code   |
| -- | --------------------------------------------------------- | ------ |
| 1  | Provinz Wallonisch-Brabant Waals-Brabant / Brabant wallon | BE-WBR |
| 2  | Provinz Hennegau Henegouwen / Hainaut                     | BE-WHT |
| 3  | Provinz Lüttich Luik / Liège                              | BE-WLG |
| 4  | Provinz Luxemburg Luxemburg / Luxembourg                  | BE-WLX |
| 5  | Provinz Namur Namen / Namur                               | BE-WNA |

Stand: 2015